# The Wreck-Age
The Wreck Age è il quinto album dei Tygers of Pan Tang, pubblicato nel 1985 dall'etichetta discografica Music For Nations.

## Tracce
1. Waiting
2. Protection
3. Innocent Eyes
4. Desert of No Love
5. The Wreck-Age
6. Women in Cages
7. Victim
8. Ready to Run
9. All Change Faces
10. Forgive and Forget

## Formazione
- Jon Deverill - voce
- Steve Lamb - chitarra
- Neil Shepherd - chitarra
- Steve Thompson - tastiere, basso
- Brian Dick - batteria